# Инти
Инти в митологията на инките е богът на Слънцето – покровител на империята на инките (Тауантинсую). Той е почитан в три ипостаса: Апу Инти (Господар Слънце), Чури Инти (Син Слънце) и Уаке Инти (Брат Слънце). Според пантеона и генеалогичния мит на инките, той е син на Виракоча (Бог-създател на вселената) и баща на първия Инка – Манко Капак.
| Инти - Инти на знамето на Аржентина, 1818 г. - Инти в условно знаме на Перу, 1822 г. - Инти на знамето на Уругвай, 1828 г. |

## Култ
Според религиозните вярвания на инките Инти е „Бог на слънцето“. Той не е отъждествяван конкретно с видимото слънце, а е негов покровител, стоящ по-високо от всичко видимо. В пантеона Инти заема второто място, след Виракоча, но е почитан най-много. Една от причините за това е, че господарите на инките приемат себе си за „синове на Слънцето“. В допълнение, почитта към него се засилва от вярванията, че Инти покровителства небесата и планините, донася топлината и светлината и чрез слънцето има власт над всички храни – чието изобилие е от основна важност за живота и разцвета на цивилизацията.
Инките визуализират Инти като мъж. Той е син на Виракоча и е женен за Киля (Богиня на Луната), която също така е и негова сестра. Негов брат е Илапа (Бог на гръмотевиците), а негов син е Пачакамак (Бог на плодородието) и т.н.

## Инти и кралското семейство
Кралското семейство на инките смятат, че са пряко произлезли от Апу Инти, чрез първия велик владетел – Манко Капак. Тази тяхна теория ги извисява над другите хора и ги прави полубогове. Думата Инка произлиза от Инти и означава „цар“ или „император“ – „син на Инти“, но след като испанските конкистадори идват в Южна Америка, започват да наричат така всички жители на Тауантинсую. Обикновено главният жрец на Инти е един от братята на императора.
Според легендата Инти научава сина си на Манко Капак и дъщеря си Мама Окльо на изкуството на цивилизацията, след което ги изпраща на земята да управляват човечеството и да му предадат тези знания. Той им казва, че трябва да построят своята столица – Куско (пъп; сърце), там където потъне златният клин, който те носят със себе си.